# Železniška postaja Koper
Železniška postaja Koper (italijansko stazione ferroviaria di Capodistria) je ena izmed železniških postaj v Sloveniji, ter končna postaja na železniški progi Divača–Koper, ki od leta 1979 oskrbuje bližnje mesto Koper.
S 3 metri nadmorske višine velja za najnižje ležečo potniško železniško postajo v Sloveniji.

## Storitve
- Prodaja vozovnic
- Informacije
- Čakalnica
- Shranjevanje prtljage
- Nalaganje/razlaganje prtljage
- Najdeni predmeti
- WC sanitarije
- Bistro
- Telefon
- Poštni nabiralnik

## Prometne povezave
- Avtobusna postaja
- Taksi
- Parkirišče (plačljivo)